# Pavlovói járás

A Pavlovói járás a Nyizsnyij Novgorod-i területen

A Pavlovói járás (oroszul Павловский район) Oroszország egyik járása a Nyizsnyij Novgorod-i területen. Székhelye Pavlovo.

## Népesség
- 1989-ben 47 875 lakosa volt.
- 2002-ben 43 426 lakosa volt.
- 2010-ben 100 960 lakosa volt, melynek 99%-a orosz.